# The Black Crook
The Black Crook, que l'on pourrait traduire par L'Escroc Noir, est une comédie musicale en deux actes créée en 1866 par Charles M. Barras. Selon la notion moderne de livret, il s'agit pour certains historiens de la première comédie musicale.

## Synopsis
The Black Crook prend place en 1600 dans les montagnes Harz, en Allemagne. Il incorpore des éléments narratifs du Faust de Goethe, de Der Freischütz de Carl Maria von Weber et d'autres œuvres.

## Numéros
| Acte I - Early in the Morning ..... Carline - You Naughty, Naughty Men .... Carline - March of the Amazons .... Chœur | Acte II - Dare I Tell - Flow On, Silver Stream ....... Stalacta - (The) Power of Love ....... Stalacta |

## Source de la traduction
- (en) Cet article est partiellement ou en totalité issu de l’article de Wikipédia en anglais intitulé « The Black Crook » (voir la liste des auteurs).